# St.-Helena-Museum

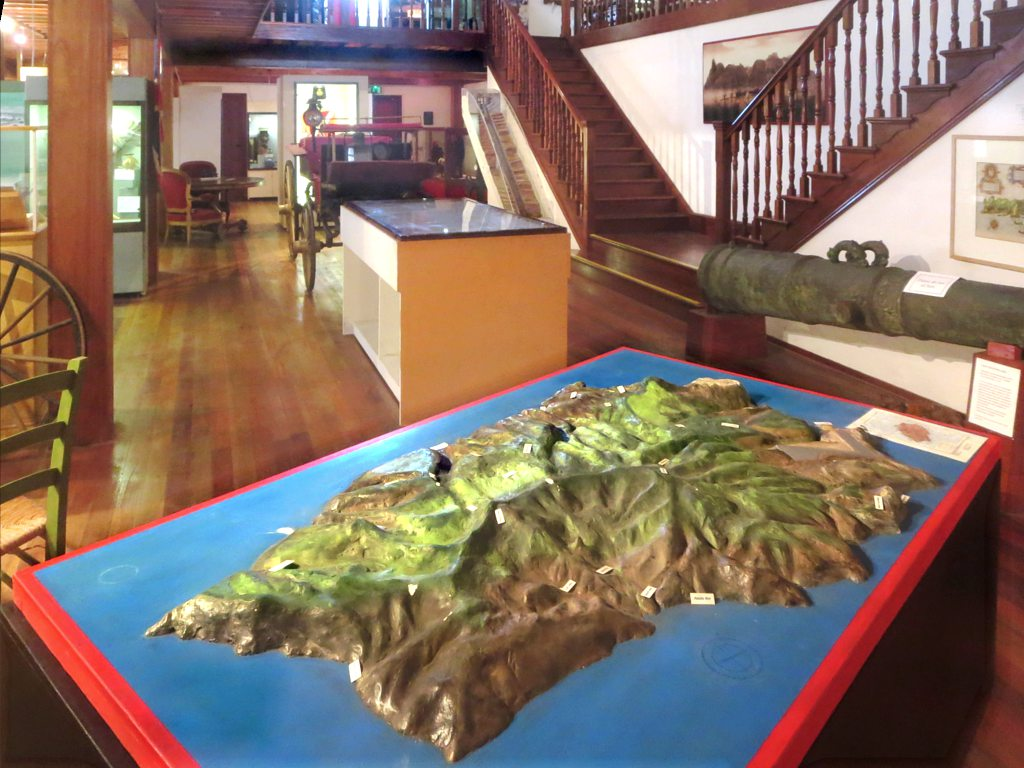
Exponat im Museum

Das St.-Helena-Museum (englisch Museum of Saint Helena), ehemals St Helena Museum, ist ein Museum auf der Insel St. Helena, einem gleichberechtigten Teil des Britischen Überseegebietes St. Helena, Ascension und Tristan da Cunha. Das Museum befindet sich am Fuße der Jakobsleiter in der Hauptstadt Jamestown. Es ist das einzige der Stadt und neben dem Longwood House eines von nur zwei Museen auf der Insel.
Das Museum wurde an seinem heutigen Standort am 21. Mai 2002 eröffnet. Es befindet sich im historischen Kraftwerk, das bis 1984 in Betrieb war. Die Heritage Society, eine dem St. Helena National Trust zugehörige Organisation, unterhält das Museum.